# Lissorchis attenuatum
Lissorchis attenuatum är en plattmaskart. Lissorchis attenuatum ingår i släktet Lissorchis och familjen Lissorchiidae. Inga underarter finns listade i Catalogue of Life.